# محتوى البرقيات الدبلوماسية الأمريكية المسربة (الشرق الأوسط وشمال إفريقيا)
قامت ويكيليكس بتسريبِ عددٍ من البرقيات الدبلوماسية الأمريكية معَ باقي دول العالم بما في ذلك دول الشرق الأوسط وشمال أفريقيا. نُشرت هذه البرقيات الدبلوماسية في مُختلف وسائل الإعلام وقد تضمّنت رسائلَ بين وزارة الخارجية الأمريكية وباقي بعثاتها الدبلوماسية حول العالم.

## الجزائر
تمّ تسريب برقية دبلوماسية مؤرخة يوم 17 كانون الأول/ديسمبر 2007. كانت البرقية عبارة عن رسالة بينَ وزيرة الخارجية الأمريكية والسفير الأمريكي في الجزائر روبرت فورد الذي ذكر أنّ هناك مسؤولون حكوميون سابقون وزعماء في المعارضة وبعض الصحفيين الذينَ يُحاولون رسم صورة لنظام جزائري هش ويُعاني من نقص في الرؤية هذا فضلا عن وصوله لمستويات غير مسبوقة من الفساد والتذمر بسببِ الانقسام داخل الجيش.

## البحرين
تمّ تسريبُ عدد من الرسائل المؤرخة بين 16 شباط/فبراير 2005 إلى 17 شباط/فبراير 2009. شملت هذه الرسائل الكثير من المواضيع بما في ذلك التهديدات التي تُحيط بالعالم أو الوطن العربي، اغتيال الحريري ورغبة البحرين في تقوية قدراتها على مستوى البث التلفزيوني والإعلام.

### تآمر إيران وقطر ضدّ المصالح العربية
أعربَ وليّ العهد البحريني سلمان بن حمد آل خليفة عن مخاوفه من تآمر إيران مع قطر وبدعمٍ من حزب الله وحركة حماس لتقسيم التضامن والتآلف العربي. شنّت البحرين وغيرها من الحكومات العربية هجوما عنيفا على بعض وسائل الإعلام الرسميّة الإيرانية خاصّة بعدما وصفت هذه الأخيرة دولة البحرين بلقب «المحافظة الإيرانية الرابعة عشر».

### اغتيال الحريري
في رسالة أخرى إلى وزارة الخارجية الأمريكية؛ ذكرَ الملك حمد بن عيسى بن سلمان آل خليفة أنّهُ ليس لديه أي شك في أن سوريا كانت وراء اغتيال رفيق الحريري.

### رغبة البحرين في تطوير الإعلام
أوعزَ الملك حمد إلى وزير الإعلام البحريني عبد الغفار من أجل طلب النجدة من الولايات المتحدة لمساعدة البحرين في تطوير قدراتها الإعلامية على كل المستويات.

## مصر
تبيّن خلال الرسائل المُسرّبة ما بين 2008 و2009 أن محمد حسين طنطاوي يرغبُ في الحفاظ على «عسكرة» الدولة هذا فضلا عن رغبتهِ في العمل على الكثير من الاقتراحات من أجلِ إصلاح حقوق الإنسان وتحسين الوضعية الاقتصادية للبلد. ذُكرَ في الرسائل الدبلوماسية كذلك إن الدولة العسكرية المصرية ستقوم بشراء معدات عسكرية تصل إلى مليار دولار بالإضافة إلى سعيها الحثيث لضمان السلام مع إسرائيل فضلا عن أولوية الوصول إلى قناة السويس.

### وزارة الدفاع المصرية
حسب الرسائل؛ يرجعُ الفضل إلى وزير الدفاع طنطاوي في التعاون الوثيق مع إسرائيل والمساعدة في الحفاظ على الحصار المفروض على حركة حماس مُشيرًا إلى عدمِ رغبة الدولة المصرية في الدخول في حرب جديدة مع إسرائيل. تضمّنت الرسائل كذلكَ مجموعة من المعلومات مثل تلقيب الشعب المصري للطنطاوي بلقبِ «كلب مبارك» وذلك بسبب ولائه اللامطلق له.

### حرب العراق
ذُكر في الرسائل التي سرّبتها ويكيليكس رغبة الرئيس المصري حسني مبارك في العثور على «ديكتاتور عادل» لِحكمِ العراق. ليس هذا فقط بل إن مبارك وضعة خطة لهذا تتمثل بالأساس في «تعزيز قوة القوات المسلحة العراقية ثم تعمّد إضعافها. بعد ذلك سيحدث انقلاب ومن ثم سيصعدُ ديكتاتور ولكنّه سيكون عادلا.»

### العلاقات المصرية-الإيرانية
أعربَ مبارك في كثيرٍ من المرّات عن عدائه تجاه إيران بل وصفَ مسؤولي الدولة الإيرانية في جلسات خاصة أنهم «سمناء كذابون» ويتهمهم دومًا بدعم الإرهاب. زادَ كره مبارك لإيران بعدما ذكر مسؤول مصري لم يُكشف عن اسمه أن إيران تضعُ وكلاء داخل مصر في محاولة منها لتقويض النظام المصري.

## إيران
- محتويات تسريبات البرقيات الدبلوماسية الأميركية (إيران)

## الأردن

### العلاقات الإيرانية الأردنية
تمّ تسريب برقية دبلوماسية تعود إلى يوم 2 نيسان/أبريل 2009 وفيها يقول زيد الرفاعي رئيس مجلس الأعيان الأردني أن «إيران بمثابة قنبلة، بل إن العيشَ بالقُربِ منها شبيهٌ بالعيشٍ بالقربِ من قنبلة نووية.» في محادثة مع ديفيد هيل السفير الأميركي لدَى الأردن؛ ذكر الرفاعي أنَ «توجيه ضربة عسكرية لإيران قد يكونُ كارثيا على المنطقة ومع ذلك فهوَ [الرفاعي] يعتقد أنّ منع إيران من الحصول على أسلحة نووية سيكون حلا أفضل وأقلّ مُخاطرة.»

## الكويت
سُربت عديدُ الرسائل بين دولة الكويت وبعثات دبلوماسية أمريكية تعود لتاريخ شباط/فبراير 2009 ونوفمبر 2010 وتتعلقُ ببعض القضايا المحددة بما في ذلكَ التدخل العسكري الأميركي في الخليج العربي هذا فضلا عن رعاية الكويت للجماعات الإسلامية المُتشددة في مختلف مناطق العالم.

### خليج غوانتانامو
تزعمُ الكويت أن إيران تدعم الشيعة المتطرفين في الخليج العربي كما تؤكد على أنّ الدولة الفارسية تُقدّمُ كل الدّعم المادي واللوجستي للشيعة الحوثيين في اليمن.

### التدخل العسكري الأمريكي في الخليج العربي
طلبت الحكومة الكويتية من الجيش الأمريكي مساعدة الدول العربية في الخليج العربي منْ خلالِ زيادة الصواريخ الباليستية والدفاعات الجوية المضادة وكذا توفير أنظمة الإنذار المبكر ضد احتمال استهداف إيران لتلك الدول.

### تمويل الكويت للجماعات المتطرفة
ترى السياسة الخارجية الأمريكية أنّ تنظيم القاعدة وغيرهِ من الجماعات المتشددة يواصلُون استغلال الكويت من خلال الحصول على تمويل منها هذا فضلا عن كونها مناطق عبور رئيسية للوصول لباقي الدول مثل جارتها العراق.

## لبنان

### الحرب الأهلية اللبنانية
في عام 1976 البرقيات الدبلوماسية الصادرة عن ويكيليكس، وهو دبلوماسي أمريكي قال «إذا كان لدي أي شيء آخر من الاجتماع مع Frangie، شمعون والجميلهو واضح، لا لبس فيه ولا لبس فيها المعتقد أن المدير الأمل في إنقاذ المسيحية رقاب سوريا. أنها سليمة مثل الأسد هو أحدث تجسيد الصليبيين.»

### حرب لبنان عام 2006
بعدَ سنتين منَ الصراع العسكري بين حزب الله في شمال لبنان وإسرائيل والذي دامَ 34 يومًا. تسربت عدّة رسائل تبيّن في إحداها أنّ وزير الدفاع اللبناني إلياس المر قد أعطى الضوء الأخضر للسلطات الإسرائيلية من أجل مهاجمة حزب الله في لبنان مؤكدًا في الوقت ذاته على أنّ الجيش اللبناني لن يتدخل في هذه الحالة. اقترحَ المر كذلك على إسرائيل ستبقي دعم المسيحيين اللبنانيين وعدم مهاجمة أيّ طائفة مسيحية كما نصحهم بتفادي محاولة اختراق الحدود الجغرافية حتى لا يتعروضون لعمليات انتقامية منَ الحزب المدعوم إيرانيًا. طلبَ المر كذلك من أعضاء اللوائين 1 و8 التمركزَ في سهل البقاع لكنّه خشيَ في الوقت ذاته على إمكانية انجرار الوحدتين إلى القتال في نهاية المطاف وهذه هي الكارثة التي يُحاولُ المر تفاديها. بشكل عام؛ كان فحوى كل الرسائل يُفيد بأن المر كان يرغب في سحقِ حزب الله على يد الجيش الإسرائيلي لكنّه كان يخشى دخول الجيش اللبناني في هذه المعمعة. سُربت رسالة أخرى كتبها الرئيس اللبناني ميشال سليمان الذي كان في ذلك الوقت قائد القوات المسلحة اللبنانية. وعد سليمان صديقه المر بالتغطية السياسية لتقاعس الجيش اللبناني في الحرب ضدّ إسرائيل. في رسالة أخرى بتاريخ 17 يوليو 2006؛ ذكرَ نبيه بري أنه يؤيد إسرائيل في شنّها لضربات محدودة ضد حزب الله وذلكَ خلال لقاء له مع جيفري د. فيلتمان. وصفَ بري الهجوم على حزب الله الشيعي بأنه «مثل العسل، ستعشرُ بطعم جيد إن تذوقته لكنك وفي حالة ما تناولت الجرة كاملة فأكيدٌ ستمرض!» جدير بالذكر هنا أنّ مكتب بري قد ندّدَ بالتسريبات التي وصفها بالمؤامرة.

### نبيه بري وحركة أمل
أشارت العديدُ من البرقيات الدبلوماسية المسربة إلى نبيه بري وحركة أمل. ذكرت بعضها أنّ حركة أمل لا تزالُ تحظى بدعمٍ كبيرٍ في أوساط الشيعة في لبنان على الرغمِ من أن الحركة تعج بالفساد. وصفت إحدى الرسالات مجهولة المصدر الحركة قائلة: «حركة أمل هي حركة فاسدة حتى النخاع ولكنها تعتبر البديل الوحيد للشيعية المُعتدلة.» وصفت بعضُ الرسائل طبيعة العلاقة التي تجمعُ بري بموسى الصدر كما وصفت نفس الرسالة الخدمات الاجتماعية في الجنوب والقائمة بالأساس على السرقة. في هذا السياق ورد في برقية أخرى أنَ بري يتلقى 400.000 دولار أمريكي شهريًا من إيران. وصفت البرقيات كذلكَ عددًا من أعضاء أمل كما تطرقت لقضية انخفاض مؤيدي الحركة واتجاههم صوبَ حزب الله خاصّة بعدما تركَ الآلاف من الشباب العاملين في الحكومة أمل لصالح حزب الله.

### الدعم الإماراتي-السعودي
ركّز موقع نهار نت بعد هذه التسريبات على التدخل السعودي الإماراتي في الانتخابات البرلمانية اللبنانية 2009. تعود هذه البرقيات لشهرِ نيسان/أبريل من عام 2009؛ حينها دعمت العربية السعودية تحالف 14 آذار ماليًا للفوز في الانتخابات. في نفس السياق -وحسب ما سُرّب دائمًا- فإنّ وزيرة الخارجية الأمريكية هيلاري كلينتون تؤيد التدخل العسكري في الانتخابات مشيرةً إلى «ضرورة دعم القوات المسلحة اللبنانية في الفترة التي تسبق الانتخابات» أمّا مساعد وزير الخارجية لشؤون الشرق الأدنى جيفري فيلتمان فقد ذكرَ أنّ «دولة الإمارات العربية المتحدة باتت مفيدة بشكل خاص وذلكَ بعد تسليم أول عشر دبابات للجيش.»

### عداء سعد الحريري-حزب الله
بحسب صحيفة الأخبار التي حصلت هي الأخرى على نُسخٍ من التسريبات فإنّ سعد الحريري قد تعهد بسحق حزب الله حال توحيده لصفوف الجيش اللبناني. في السياق ذاته؛ أعربَ الزعيم الدرزي وليد جنبلاط ونائب زعيم الحزب التقدمي الاشتراكي عن مخاوفه خلال اجتماع ساسة من الولايات المتحدة وذلك بعدما نُشرت عديد التقارير التي تشير إلى أن رئيس الوزراء سعد الحريري رفقة أعضاءٍ من تيار المستقبل قد عملوا على تدريب ميليشيا سنيّة تتألف من 15.000 من الرجال في بيروت وأكثر من هذا العدد في مدينة طرابلس الشمالية لمحاربة حزب الله. ذكر جنبلاط أن إنشاء شركات أمن تابعة لسعد في بيروت وطرابلس هي فكرة سيئة قادِمة من بعض الأشخاص وصناع القرار في لبنان مثل اللواء أشرف ريفي مدير عام قوى الأمن الداخلي ووسام الحسن مدير عام فرع المخابرات فرع والقريب جدًا من الحريري. أبدى جنبلاط كذلك قلقه في أن تتسبب ميليشيات الحريري في أضرار جسيمة على تحالف 14 آذار وخصوصا القوات اللبنانية بقيادة سمير جعجع وسليمان فرنجية من تيار المردة.

### كفاءة الجيش اللبناني
ذكرَ نمرود باركان المتحدث باسم الجيش الإسرائيلي خلال لقاء له مع نائب مساعد وزير الخارجية لشؤون الشرق الأدنى جيفري فيلتمان في إسرائيل أن «فريق 14 آذار هو شجاع، ولكنه مخصي.» ركّز فيلتمان على ضرورة دعم الجيش اللبناني ضد حزب الله إلا أنّ باركان هاجم فيلتمان مشيرا إلى أن هذا الدعم سيكون عديم الفائدة بسبب أنّ حزب الله سيستولي على كل أسلحة الجيش في حالة ما اندلعت مواجهة بين الاثنان. دعا باركان الولايات المتحدة والسعودية إلى تمويل الميليشيات السنية التي سيتم تنظيمها من أجلِ مواجهة باقي الميليشيات الشيعية.

### استيلاء إيران على لبنان
حسبَ صحيفة هآرتس ونقلًا عن الوزير اللبناني مروان حمادة فإن «إيران ترغبُ في السيطرة على كامِل البلاد اللبنانية من خلال السيطرة على الاتصالات ... لقد قامَ حزب الله بإنشاء ألياف بصرية في مُختلف البلاد وبذلك حقّقَ انتصار استراتيجي بالنسبة لإيران التي ترغب في تجاوز سوريا نحو لبنان ... لقد وصلَ حزب الله إلى الخطوة النهائية في خلق الدولة القومية حيث باتَ يتوفر على جيشٍ، أسلحة، محطة تلفزيونية، مدارس، مستشفيات، خدمات اجتماعية ونظام الاتصالات السلكية واللاسلكية.»

### حزب الله مثل ورم
وفقًا لجريدة الجمهورية الناطقة باللغة العربية فإنّ رئيس الوزراء المكلف نجيب ميقاتي يصفُ حزب الله بأنه «ورم». حسب بضعة رسائل مسربة فقد ذكرَ نجيب أنه «يجبُ إزالة هذا الورم ... لا يُمكن للبناء الاستمرار والبقاء في ظل وجود حزب الله الذي يُحاول تشكيل دولة صغيرة له. يُحاول حزب الله جاهدًا جلب لبنان إلى نهاية حزينة ... إنه ورم فعلا؛ لا يهمُ إن كانَ حميدًا أم خبيثًا لكنَ المهم هوَ إزالته.»

### العلاقات الإيرانية السورية
حذّرَ مئير داغان رئيس جهاز الموساد من لبنان وذلك بسبب السعي السوري الإيراني من أجل تشكيل مثلث المقاومة ثم قال: «من الضروري إيجاد الطريق الصحيح لدعم السنيورة. هو رجل شجاع لكنَ سوريا، إيران وحزب الله يعملون بجد ضده ... فؤاد السنيورة عملت بشكل جيد مع الوضع لكنّه مُعارضيه كثر!»

## ليبيا

### شحن اليورانيوم
تضمن البرقيات الدبلوماسية المُسربة عددًا من الأسرار مثل استقبال الحكومة الليبية لشحنة من اليورانيوم المخصب قادِمة روسيا. توضّحَ فيما بعد أنّ هذه الشحنة قد تسببت في كارثة بيئية في طرابلس في عام 2009.

### بترو-كندا
حاولت الحكومة الليبية الضغط على نظيرتها الكندية من أجل الاعتذار منها حيث هدّدتها بتأميمِ شركة بترو-كندا النفطية هذا فضلا عن إجراءت عِقابية أخرى. جاءَ كل هذا ردًا على وزير الخارجية الكندي لورانس كانون الذي اتهمَ القوات الليبية بتفجير رحلة لوكربي عام 1988. لم تعتذر كندا عن هذا مما دفعَ بالحكومة الليبية في 30 أيلول/سبتمبر 2009 إلى خفض إنتاج شركة بترو-كندا بنسبة 50 في المائة.

## المغرب

### الفساد
سرّبت ويكيليكس برقية دبلوماسية من السفارة الأمريكية في الرباط إلى واشنطن العاصمة. تضمّنت هذه البرقية عددًا من المسائل الخفيّة داخل المملكة المغربية وعلى رأسها قضيّة الفساد حيث ذكر السفير الأمريكي في الرّسالة أن الفساد منتشر في المجتمع المغربي وعلى كل المستويات بدءًا من العائلة الحاكِمة مرورًا بالقوات المسلحة الملكية المغربية وصولا إلى باقي قطاعات الدولة. ذكر السفير الأمريكي كذلك أنّ العائلة الحاكمة قد استفادات بشكل كبير جدًا من الانقلابات الفاشلة ضد الحسن الثاني حيث زادت غنى هذا فضلا عن تشديدها الخناق على كل قطاعات الدولة وقمع كل المعارضين. نقلَ سفير الولايات المتحدة السابق لدى المغرب لوزارة الخارجية الأمريكية «تباكي» الجيش في كلّ مرة للحصول على التعاطف الشعبي كما أشار لمسألة جشع من المقربين منَ الملك محمد السادس.

### مؤسسات الدولة
وردَ في البرقيات المسربة من القنصلية الأمريكية في الدار البيضاء أن العائلة المالكة المغربية قد استخدمت مؤسسات الدولة مثل مجموعة أونا  من أجل الحصول على رشاوى ضخمة للغاية في القطاع العقاري وباقي القطاعات التي تُدرّ مبالغ مالية مهمّة.

## فلسطين
ذُكرَ خلال الرّسالة المسربة أنّ جماعة لشكر طيبة تقومُ بجمعِ الأموال في باكستان ثم تُرسلها للشعب الفلسطيني للتصدي للهجمات التي تشنّها إسرائيل عليهم في قطاع غزة.

## قطر

### الجزيرة
وردَ في البرقيات المُسربة أنّ الولايات المتحدة تعتقدُ أن دولة قطر تعتمد على قناة الجزيرة كأداة مساومة في المفاوضات مع البلدان الأخرى. بل إن السفير هناكَ يرى أن قناة الجزيرة باتت من أقوى الأدوات السياسية والدبلوماسية لدى الدولة القطرية.

### الدعم المالي للجماعات المتطرفة
زعمت هيلاري كلينتون أن قطر تقومُ جنبا إلى جنب مع المملكة العربية السعودية والإمارات العربية المتحدة والكويت بتمويل الجماعات الإسلامية المتشددة والمتطرفة وحتّى الإرهابية.

### الاتجاهات الدبلوماسية
ذكر مئير داغان رئيس الموساد في إسرائيل خلال رسالة له إلى الخارجية الأمريكية أنّ دولة قطر تُعتبر بالنسبة لإسرائيل «مشكلة حقيقية» كما حاولَ لفت الانتباه إلى نقطة أنّ حمد بن خليفة آل ثاني يُحاول إرضاء جميع الأطراف في الشرق الأوسط بما في ذلك سوريا وإيران وحركة حماس.

## سوريا

### شحنات الأسلحة إلى حزب الله
وردَ في الرسائل المُسرّبة أنّ سوريا قد زادت شحناتها من الأسلحة إلى حزب الله على الرغم من مزاعمها بأنها توقفت منذ مدة عن ذلك.

### اغتيال رفيق الحريري
صرّح عمر سليمان رئيس جهاز المخابرات العامة المصرية في برقية مُسرّبة أن سوريا «يائسة» وتُريد إيقاف التحقيق في اغتيال رفيق الحريري رئيس وزراء لبنان الذي قُتل يوم 14 شباط/فبراير من عام 2005. جديرٌ بالذكر هنا أن أصابع الاتهام تُشير إلى تورط الحكومة السورية في هذا الاغتيال وفي اغتيال شخصيات أخرى مناهضة لدمشق في لبنان عام 2005.

## تونس

### الفساد
أشارت ذي إيكونوميست إلى قضيّة الفساد في تونس قائلةً «إن البرقيات المسربة من تونس والتي تعودُ إلى 17 يوليو/تمّوز 2009 تُصور بصراحة نظام الرئيس زين العابدين بن علي كدولة بوليسية تشوّهت بشكلٍ متزايدٍ بسببِ المحسوبية» كما وردَ في برقية أخرى أنّ «الفساد في الدائرة الداخلية آخذ في الازدياد.» فيما ورد في برقية تعودُ ليوم 23 حزيران/يونيو 2008 التالي: «الفساد في تونس يزداد سوءًا.» في السياق ذاته؛ أشارت صحيفةُ نيويورك تايمز إلى أن البرقيات المسربة حول الفساد في تونس كانت أحد الأسباب وراء الإطاحة بالرئيس بن علي خِلال ثورة عام 2011.

### الاضطرابات السياسية
في برقية مسربة أخرى يقولُ روبرت جوديك سفير الولايات المتحدة في تونس أن زين العابدين بن علي رئيس تونس وحكومته قد «فقدوا الاتصال بالشعب التونسي ... علاوةً على ذلك فهم لا يتسامحون مع أي نصيحةٍ أو نقدٍ سواءً صدر من جهة محليّة أو دولية.» وأفادَ جوديك في برقية أخرى: «حتى «التونسيين العاديين» [في إشارةٍ إلى المواطنين البُسطاء أو غير المهتمين بالسياسة] يُدركون الآن وجود فساد في الدائرة الداخلية للرئيس والشكاوى آخذة في الارتفاع ... يكره التونسيون بشدة زين العابدين بن علي بل يكرهونَ حتى السيدة الأولى ليلى الطرابلسي وكامل عائلتها». 

### مزاعم التعذيب
ورد في برقية مسربة أن السفير الكندي لدى تونس برونو بيكارد يُصرّ على أن تونس تعذب السجناء المشتبه في ضلوعهم في أعمال متعلقة بالإرهاب كما أكّد في ذات البرقية أن لديه أدلة مباشرة تثبت هذا الادعاء. في المُقابل أصرّت الحكومة التونسية على أنها لا تُمارس أيّ تعذيبٍ ضد سجنائها لكن بيكارد زعم أن هذا مُجرد «هراء».

### البذخ
سردت الإيكونومست أيضًا قصّة حول البذخ وتضييع المال العام بناءً على رسالة مسربة حصلت عليها ووردَ فيها: «لقد تعجّب السفير الأمريكي حينما حضرَ عشاءً فخمًا في فيلا صهر الرئيس التونسي على شاطئ البحر منَ الحلويات التي نُقلت من سان تروبيه على شرفهِ ومن عدد الخُدم لدى صهر الرئيس بل تفاجأ من تربية الصهر لحيوانٍ أليف يأكل أربعة دجاجات في اليوم.»

## اليمن

### الهجمات على القاعدة في اليمن
قالَ علي عبد الله صالح – رئيس اليمن آنذاك – في برقية مُسربة أيضًا أنه إذا هاجمت الولايات المتحدة تنظيم القاعدة في جزيرة العرب فسيُخبر علي الشعب اليمني أن الجيش اليمني هو الذي نفذ الهجمات بدلاً من واشنطن كما قالَ خلال لقاءٍ مع الجنرال ديفيد بتريوس قائد القيادة المركزية الأمريكية أنّه سيقول للشعب اليمني أن «الصواريخ التي قصفت تنظيم القاعدة هي صواريخنا ولست صواريخ الأمريكان» ونفس الأمر تشاركَ معهُ فيه نائب رئيس الوزراء اليمني لشؤون الدفاع والأمن رشاد محمد عليمي الذي قالَ إنه سيكذب على البرلمان اليمني بشأن تورطِ الولايات المتحدة في تنفيذ تلكَ الهجمات.

### أمن منشآت التخزين
وردت في البرقيات المسربة والتي يعودُ تاريخها ليناير/كانون الثاني 2010 مخاوف بشأن أمن منشأة تخزين للطاقة الذرية في اليمن، والتي تحتوي على كميات من الإريديوم والكوبالت. كما وردَ في رسالة أخرى لم يُكشف عن هويّة مرسلها ولا المُرسَل إليه التالي: «حصلت تغيرات كبيرة على المنشأة في 30 كانون الأوّل/ديسمبر 2009 كما تعطّلت الكاميرا الأمنية الوحيدة التي تراقب المنشأة قبل ستة أشهر ولم يتم إصلاحها مطلقًا.»